# 日本沙鰈
日本沙鰈（学名：Samariscus japonicus），又名扁魚、皇帝魚、半邊魚、比目魚，为輻鰭魚綱鰈形目鰈亞目冠鰈科沙鰈屬下的一个种，為溫帶海水魚，分布於西北太平洋日本海域，體長可達12公分，棲息在沙泥底質底層水域，生活習性不明。